# بولنت يلدرم
بولنت يلدرم (بالتركية: Bülent Yıldırım)‏ هو لاعب كرة قدم وحكم كرة قدم تركي، ولد في 1 مارس 1972 في قيصرية في تركيا.

## وصلات خارجية
- بولنت يلدرم على موقع عالم كرة القدم.نت (الإنجليزية)